# Edizioni San Paolo
Le Edizioni San Paolo sono una casa editrice cattolica impegnata nell'apostolato librario.

## Storia

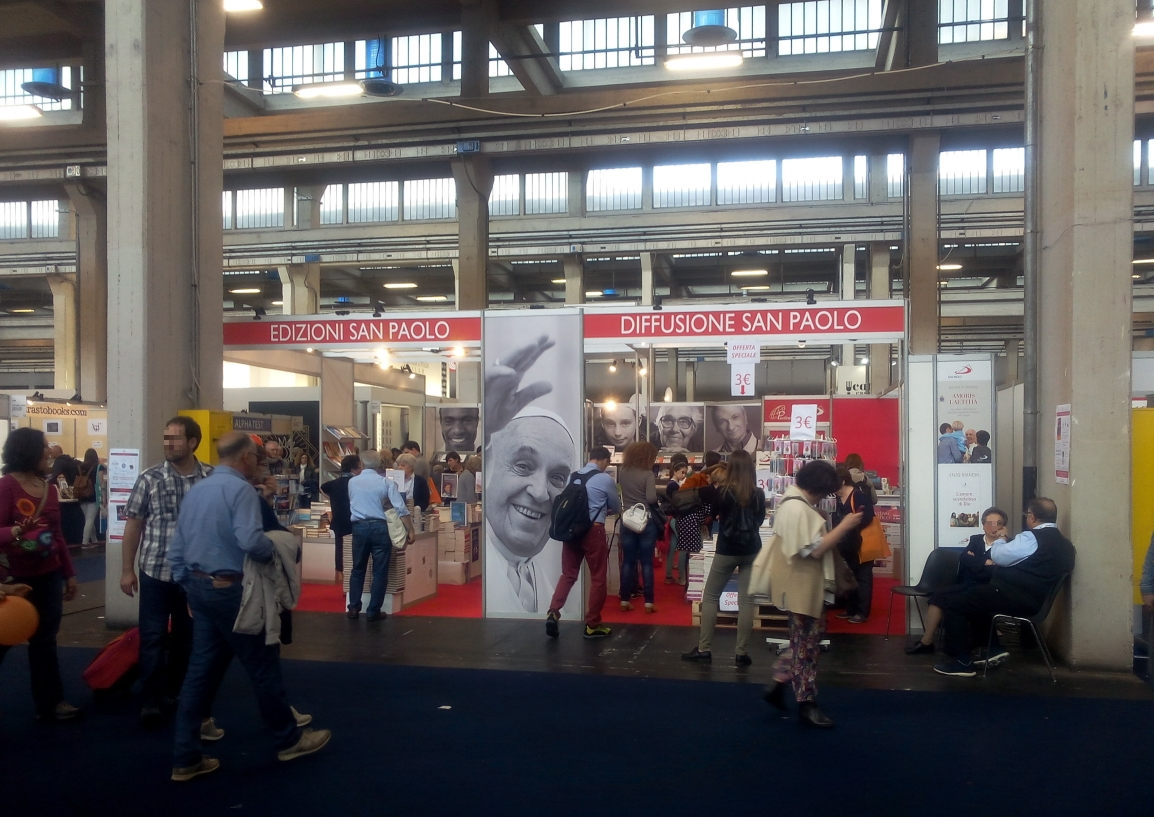
Stand dell'editore al Salone internazionale del libro 2016.

La storia delle Edizioni San Paolo è strettamente collegata a quella della Società San Paolo, la congregazione religiosa fondata il 20 agosto 1914 ad Alba (CN) da don Giacomo Alberione. L'idea di don Alberione fu quella di creare una "organizzazione cattolica di scrittori, tecnici e librai" composta da persone consacrate, membri una congregazione religiosa ad hoc.
L'attività editoriale di don Alberione inizia nel 1921 con i settimanali La Domenica e Una buona parola, stampati ad Alba nella Scuola Tipografica Piccolo Operaio (embrione della San Paolo). In coincidenza col Natale 1924 esce Il Giornalino, settimanale illustrato per ragazzi, che raggiunge le 14 000 copie di diffusione. Tutte le persone che lavorano nella casa editrice sono membri della Congregazione.
Il 12 marzo 1927, con l'approvazione del vescovo, viene fondata la Pia Società San Paolo. Nel Natale del 1931, due anni dopo la firma del Concordato, esce Famiglia Cristiana. Stampato inizialmente in 18 000 copie, il settimanale cresce nel dopoguerra fino a raggiungere un milione di copie, cifra che mantiene anche nel XXI secolo.
Nel 1937 don Alberione fonda la Romana Editrice Film (REF), che diventerà dopo la guerra San Paolo Film.
Nel dopoguerra la San Paolo conosce un'espansione progressiva. Lo stabilimento di Alba viene ampliato e dotato di nuove macchine di stampa. Dal 1950 i giornali sono stampati su rotativa rotocalco. Nel 1966 viene inaugurato ad Alba il nuovo stabilimento dotato di sette rotative rotocalco. Nel 1968 viene assunto il primo giornalista laico. L'espansione porta la San Paolo fuori dei confini del Piemonte: nel 1970 la redazione di Famiglia Cristiana e del Giornalino vengono trasferite a Milano. Viene aperta una redazione anche a Roma e un ufficio di corrispondenza a Parigi. Tra il 1967 e il 1980 venne pubblicata la Nuovissima versione della Bibbia, un'opera in 48 volumi che venne in seguito ripresentata anche sotto altri nomi, in base al formato: "Bibbia Tabor", "Bibbia Ebron", "Bibbia Emmaus". Nel 1971 don Alberione muore, lasciando in eredità alla Congregazione una casa editrice ben posizionata sul mercato. 
La Pia Società San Paolo è un gruppo multimediale: si occupa di stampa (sia libri che periodici), cinema, musica (Paoline Editoriali Audiovisivi) e radio (con la Nova Radio). Nel 1976 entra anche nel settore televisivo, da poco liberalizzato in Italia, con l'emittente Telenova. Nel 1978 il portafoglio periodici si arricchisce con il settimanale Famiglia Tv e con  Jesus, mensile di cultura e attualità cristiana. Nel 1982 Telenova confluisce nel circuito televisivo Euro TV, pur mantenendo un proprio spazio autonomo. Per raccogliere la pubblicità per il mercato televisivo viene fondata una specifica società, la Publiepi.
Le Edizioni San Paolo sono gestite dal ramo maschile della Società San Paolo e non vanno confuse con le Edizioni Paoline che appartengono invece al ramo femminile della congregazione. Anche le librerie, specializzate in editoria religiosa, si distinguono tra Librerie san Paolo, gestite dai padri Paolini, e Librerie Paoline gestite dalle suore.

## Pubblicazioni attuali
- Famiglia Cristiana
- Gazzetta d'Alba
- Il Giornalino
- G Baby
- Jesus
- Parola e Preghiera
- BenEssere
- Il Cooperatore Paolino
- Credere
- Maria con te
- La Domenica
- Famiglia Oggi
- Madre di Dio
- Vita Pastorale
- Il drago d'oro

## Riviste cessate
- Letture (1946-2009)
- Famiglia Mese
- Club 3

## Multimedia San Paolo
- Telenova
- Radio Marconi